# Gappa
Gappa (jap. 大巨獣ガッパ Daikyojū Gappa) – japoński film typu kaijū z 1967 roku w reżyserii Haruyasu Noguchiego.

## Fabuła
Na położoną na Pacyfiku wyspę Obelisk udaje japońska ekspedycja naukowo-dziennikarska mająca na celu stworzyć na jej bazie resort hotelowy magazynu Playmate świętujący jego 10-lecie. Podczas wymiany zdań między Kurosakim reprezentującym Playmate a profesorem Tonooką z uniwersytetu Tōto dochodzi do chwilowego podwodnego trzęsienia ziemi. Wkrótce, jeden z załogantów – Saburo – alarmuje, że podczas łowienia ryb zobaczył w wodzie jakiegoś potwora, jednak wszyscy biorą to za pijackie zwidy.
Niebawem wszyscy widzą, że statek jest w pobliżu wyspy Obelisk. Kurosaki i Tonooka są zdania, że wybuch tamtejszego wulkanu spowodował trzęsienie ziemi. W trakcie zbliżania się do wyspy dostrzegane są coraz to ciekawsze szczegóły, m.in. statua podobna do tych z Wysp Wielkanocnych.
Siedmiosobowa ekspedycja dociera do brzegu wysp, co zostaje zauważone przez tubylczego chłopca imieniem Saki. Po długiej wędrówce dociera ona do wioski znajdującej się pod wulkanem. Tam osacza ich plemię. Gdy wódz wioski dowiaduje się, że intruzi pochodzą z Japonii, wszyscy wyspiarze się radują. Podczas tubylczej ceremonii wódz wyjaśnia, że dawniej Japończycy odwiedzili wyspę i obiecali wrócić pewnego dnia i uraduje to Gappę. Gdy Itoko pyta się kim jest Gappa, Kurosaki wnioskuje, że pewnie to lokalny bóg i to jego przedstawiają statuy. Jednak Saki mówi, że Gappa nie jest bogiem i według słów jego pobratymców potrafi fruwać. Zgadza się zaprowadzić Kurosakiego i Itoko do statuy nad brzegiem morza. Ich śladem podąża zaciekawiony Saburo.
Kurosaki i Itoko docierają na miejsce, ale Saki zabrania im się zbliżać do statuy, ostrzegając przed gniewem Gappy. Następuje kolejne trzęsienie ziemi, które powala statuę odsłaniającą wejście do groty. Nie bacząc na ostrzeżenia chłopca Kurosaki i Itoko wchodzą do środka. Tam odkrywają gorące źródło leżące prawdopodobnie pod wulkanem oraz ogromny prehistoryczny szkielet. Wkrótce pojawia się Saburo liczący na znalezienie skarbów i dostrzega wielkie jajo. Podczas kolejnego trzęsienia ziemi z jaja wykluwa ptakopodobny dinozaur. Wkrótce reszta ekspedycji w towarzystwie chłopca dociera do groty i chwyta pisklę. Tubylcy proszą o zostawienie pisklęcia na wyspie obawiając się zemsty Gappy na Japończykach. Kurosaki dochodzi do wniosku, że Gappa był prehistorycznym stworem, które kości leżą obecnie w grocie.
W drodze do Japonii Itoko martwi się brakiem apetytu u pisklęcia. Tonooka wysuwa hipotezę, że ciepło wulkanu zastąpiło matkę pisklęcia, która zdechłą w czasach prehistorycznych. Tymczasem w podziemnym jeziorze wyłaniają dwa ptakopodobne potwory, które są rodzicami pisklęcia i widząc jego brak wpadają w furię. Wyspiarze w panice uciekają się przed potworami. W ostatniej chwili ratuje ich amerykańska łódź podwodna.
Poinformowany telegramem prezes Playmate – Funatsu bezskutecznie szuka informacji nt. Gappy. Jeden z jego pracowników sugeruje, że członkowie mogli dostać udaru słonecznego i jedynie przywiozą jakąś jaszczurkę. Podejrzliwy Funatsu udaje się osobiście na pokład Kamome-maru, gdzie widzi małego Gappę. Funatsu nalega na utrzymanie tajemnicy mimo obiekcji Tonooki. Zamierzają odchować Gappę, aż wyrośnie i wtedy stanie się inaugurującą atrakcją resortu. Mały Gappa rośnie, jednak wciąż jest osowiały. Z badań wynika, że Gappa jako ptak jest w stanie komunikować ze swym gatunkiem, co oznacza, że jego rodzice żyją.
Po chwili wszyscy widzą, jak Funazu razi małego Gappę prądem w obronie swej córki Hozodo. Tonooka ostrzega, że przez takie zachowanie ciężko będzie utrzymać go w tajemnicy. Tymczasem dorosłe Gappy wyłaniają się z oceanu i fruną ku Japonii. Lecą nad Tokio, gdzie z powodu swej prędkości są wzięte za niezidentyfikowane pojazdy. Wiadomość w telewizji dociera do naukowców z Tōto, którzy zaczynają łączyć fakty.
Dorosłe Gappy wyłaniają się w zatoce Sagami i robią spustoszenie w Atami. Mobilizuje to Japońskie Siły Samoobrony do działania, jednak nie odnosi to skutku. Gappy znajdują schronienie w jeziorze w Kawaguchi. Gappa szybko przyciągnęły uwagę ludzi, a specjalny numer Playmate z Gappą na okładce staje się wielkim hitem ku uciesze Funatsu. Podczas zgromadzenia wojskowego pada propozycja użycia fali dźwiękowych do wywabienia potworów. Podczas wojskowych przygotowań do miejskiej wywabienia rodziców Gappy, Itoko wyraża swoje zniesmaczeine i oskarża Tonookę o wyłączną troskę dla swej renomy naukowca, jaką zapewnia mu Gappa. Pod górę Fudżi przybywa Saki w towarzystwie doktora MacDonalda z amerykańskiej łodzi podwodnej i wyjaśnia, że wypuszczenie małego Gappy uśmierzy gniew jego rodziców. Jednak Japońskie Siły Samoobrony rozpoczęły swe działania i po wyłonieniu się z wodu Gappy są atakowane serią rakiet. Jednak Gappy przetrwały i ten atak i kontynuują swoje poszukiwania niszcząc na swej drodze wiele ludzkich siedzib i wkrótce dotrą do Tokio.
Itoko nalega, by jednak wypuścić pisklę. Niestety, przeciwny jest temu Funatsu, obawiając się, że po opuszczeniu potworów, to jego i Tonookę opinia publiczna oskarży o chaos w kraju. Reszta jednak decyduje ponieść ryzyko swych działań i z pomocą helikopterów przenosi małego Gappę w stronę Tokio. Dorosłe Gappy niszczą industrialną część miasta,  kiedy w tym samym czasie ich pisklę zostaje zdane na lotnisku. Jednak jego głos za słaby, by jego rodzice go usłyszeli. Saburo jednak ma taśmę z nagraniem głosu małego Gappy, co zostaje wykorzystane do puszczenia przez lotnicze głośniki. Gappy słysząc to docierają na lotnisko i wzruszone jednoczą się ze swym pisklęciem i razem odlatują na wyspę Obelisk.

## Obsada
- Tamio Kawaji – Hiroshi Kurosaki
- Yōko Yamamoto – Itoko Koyonagi
- Yuji Okada – prof. Daizō Tonooka
- Keisuke Inoue – prezes Funatsu
- Masanori Machida – Saki
- Saburō Hiromatsu – Hosoda Funazu
- Bumon Koto – wódz wioski
- Kōji Wada – Mashida
- Tatsuya Fuji – Jōji Inoue
- Katsura Kokan – Saburo Hayashi
- Zenji Yamada – kapitan Kamome-maru
- Toshinosuke Nagao – dowódca Lądowych Sił Samoobrony
- Masaru Kamiyama – profesor z Rady ds. Przeciwdziałania
- Shirō Oshimi – Oyama
- Yoko Oyagi – Aihara
- Paul Scheman – dr MacDonald
- Luigi Fidanza – kapitan Sea Angels
- Mike Danine – podoficer Sea Angels
- Manrisuke Hanayagi – nauczycielka tańca
- Hiroshi Atsumi – samiec Gappa
- Takashi Konagai – samiec Gappa
- Ken Shiro – samica Gappa
- Tonami Shiro – samica Gappa

## Produkcja
W 1966 roku wytwórnia filmowa Nikkatsu zamierzała skorzystać z fali popularności filmów kaijū i stworzyć własny film z tego gatunku. Scenarzysta Hideo Kodama przygotował kilka wstępnych skryptów. Pierwsze w planach były Ōika Ākitiusu (jap. 大烏賊アーキティウス; ang. Giant Squid Arkitius), opowiadającej o kałamarnicy walczącej z Niemcami podczas II wojny światowej, i Daikaijū Giganto (jap. 大怪獣ギガント; ang. Giant Monster Gigant) opowiadający o kosmicznych pająkach. Kolejnym był Kaijū Momonra (jap. 怪獣モモンラ; ang. Giant Monster Momonra) z udziałem gigantycznej zmutowanej polatuchy. Następnym scenariuszem był Kaitei no maō Reigon (jap. 海底の魔王レイゴン; ang. Undersea Devil Reigon) Shunichiego Yukimuro i Ryūzō Nakanishiego, w którym gigantyczna płaszczka zagrażała przybrzeżnym miastom i miała toczyć bój z gigantycznym legwanem. Kaitei no maō Reigon ze wszystkich propozycji był najbardziej w zaawansowanej produkcji, jednak ostatecznie Nakashini zdecydował na scenariusz do Gappy.
Za efekty specjalne odpowiadał były pracownik Tōhō Akira Watanabe.
Wzorem Tōhō stworzona została wykonana wersja anglojęzyczna stworzona na rynek międzynarodowy. Wersja międzynarodowa różni się od wersji japońskiej dłuższym czasem trwania i dodatkowymi scenami. Za jej stworzenie odpowiadało studio Frontier Enterprises z Tokio, specjalizujące się dubbingu japońskich filmów na rynek zagraniczny, a za reżyserię jej założyciel William Ross.

## Odbiór filmu

### Premiera
Film miał premierę 22 kwietnia 1967 roku.

### Recenzje
Andrzej Kołodyński z „Filmu” dał Gappie negatywną recenzję, krytykując słabą fabułę i efekty specjalne przegrywające z innymi filmami typu kaijū dystrybuowanymi w Polsce, szczególnie autorstwa Ishirō Hondy i Eijiego Tsuburayi. Ubolewał nad tym, że są bardziej wartościowe japońskie filmy fantastyczno-naukowe, które powinno się sprowadzić do Polski.

## Kontrowersje
Mimo że fabuła filmu jest podobna do Potwora z otchłani i niektórzy uważają go za nieautoryzowany remake tamtego filmu, scenarzyści Gan Yamazaki i Ryūzō Nakanishi zarzekali się, że nigdy nie widzieli Potwora z otchłani.

## Odniesienia w kulturze popularnej
- Fragment z dorosłymi Gappami pojawia się w odcinku serialu komediowego sf Czerwony karzeł pt. Meltdown jako gigantyczne  animatroniczne roboty w sekcji prehistorycznej opuszczonego parku rozrywki[13].
- Pierwszym pseudonimem amerykańskiego muzyka hip-hopowego Kuriousa, podczas działalności w grupie hip hopowej Monsta Island Czars, był Gappa[14].
- W 23. odcinku programu rozrywkowego Tvoje tvář má známý hlas aktor Miroslav Etzler rozmawia o filmie[15].